# Cezary Pazura
Cezary Andrzej Pazura (ur. 13 czerwca 1962 w Tomaszowie Mazowieckim) – polski aktor teatralny, filmowy, i dubbingowy, reżyser, producent, artysta kabaretowy i youtuber, okazjonalnie także prezenter telewizyjny i piosenkarz.
Zadebiutował jako aktor rolą druha Pumy w filmie Czarne Stopy (1986). Popularność zdobył dzięki kreacji Edwarda Wiadernego w filmie Władysława Pasikowskiego Kroll (1991), za którą dostał nagrodę za najlepszą drugoplanową rolę męską na 16. Festiwalu Polskich Filmów Fabularnych w Gdyni, oraz serialowi Pogranicze w ogniu. Z powodzeniem współpracował z reżyserami, takimi jak: Marek Koterski, Władysław Pasikowski, Maciej Ślesicki, Juliusz Machulski, Olaf Lubaszenko i Jacek Bromski. Wykreował m.in. postać Waldemara Morawca w serii filmów Władysława Pasikowskiego: Psy (1992), Psy 2. Ostatnia krew (1994) i Psy 3. W imię zasad (2020), oraz Adasia Miauczyńskiego w filmach Marka Koterskiego: Nic śmiesznego (1995) i Ajlawju (1999). Do najważniejszych ról w jego aktorskiej karierze należą występy w filmach: Polska śmierć (1994), Tato (1995), Kiler (1997), Sara (1997), Szczęśliwego Nowego Jorku (1997), Sztos (1997), Kiler-ów 2-óch (1999), Chłopaki nie płaczą (2000), E=mc² (2002), Kariera Nikosia Dyzmy (2002), Show (2003), Sztos 2 (2011) i Pitbull. Ostatni pies (2018), jak też w serialach telewizyjnych: Pogranicze w ogniu (1988–1991), 13 posterunek (1997–2000), Faceci do wzięcia (2006–2010), Przypadki Cezarego P. (2015) i Ślepnąc od świateł (2018). Z dubbingu został zapamiętany jako leniwiec Sid z pięcioczęściowej serii filmu animowanego Epoka lodowcowa, Numernabis w filmach komediowych Asterix i Obelix: Misja Kleopatra i Asterix na olimpiadzie, Prezes z Looney Tunes znowu w akcji, rybka Oscar z Rybek z ferajny, świnia Specek Zawiotki z Kurczaka Małego i karzeł Rumpelstiltskin z filmu Shrek Forever. Był aktorem warszawskich teatrów: Ochoty i Scena Prezentacje, od 2012 występuje w spektaklach stołecznego Teatru 6. piętro.
Uznawany za jednego z najpopularniejszych aktorów polskiego kina lat 90. Zdobywca nagród filmowych, w tym dwóch Złotych Lwów i dwóch Złotych Kaczek, a także Telekamery i Świra, ale też antynagrody Węża. Laureat festiwali filmowych, w tym Ogólnopolskiego Festiwalu Teatrów Jednego Aktora, Kaliskich Spotkań Teatralnych, Festiwalu Filmów Akcji, Międzynarodowego Festiwalu Aktorskiego „Stożary”, Festiwalu Komedii Polskich i Festiwalu Filmów Optymistycznych „Multimedia Happy End”.

## Rodzina i edukacja
| 4. Wacław Pazura (1907–1962) |  |                                                      |  |  |                  |
|                              |  | 2. Zdzisław Pazura (6 maja 1937–21 czerwca 2024)     |  |  |                  |
| 5. Anna Pazura               |  |                                                      |  |  |                  |
|                              |  |                                                      |  |  | 1. Cezary Pazura |
| 6. Antoni Sowa               |  |                                                      |  |  |                  |
|                              |  | 3. Jadwiga Pazura (22 czerwca 1937–13 stycznia 2023) |  |  |                  |
| 7. Józefa Sowa               |  |                                                      |  |  |                  |
|                              |  |                                                      |  |  |                  |

Jest starszym synem Zdzisława i Jadwigi Pazurów, którzy pobrali się w sierpniu 1961. Jego matka była technikiem normowania w Wytwórni Wyrobów Precyzyjnych „Niewiadów Predom Prespol”, a ojciec był nauczycielem muzyki w Szkole Podstawowej w Osiedlu Niewiadów i prowadził teatr amatorski. Dorastał z młodszym o siedem lat bratem, Radosławem, który również jest aktorem. Jego rodzicami chrzestnymi są Marian Stackiewicz i Tola Piasecka.
Wychował się w Osiedlu Niewiadów, gdzie był zawodnikiem Stali Niewiadów. Jest absolwentem II Liceum Ogólnokształcącego im. Stefana Żeromskiego w Tomaszowie Mazowieckim. Ukończył szkołę muzyczną w klasie klarnetu. Po oblaniu egzaminów do szkoły teatralnej, podjął naukę w Policealnym Studium Gastronomicznym. Będąc w liceum, założył zespół rockowy. W 1986 ukończył studia na Wydziale Aktorskim Panstwowej Wyższej Szkoły Filmowej, Telewizyjnej i Teatralnej im. Leona Schillera w Łodzi; promotorem jego pracy magisterskiej pt. Mój błazen była dr Wanda Renik. W trakcie studiów dorabiał, pracując jako kelner na weselach. Do 27. roku życia był ministrantem.

## Kariera zawodowa

### Początki kariery na scenie i debiut filmowy
W 1983 rozpoczął pracę w Teatrze Ochoty w Warszawie. Był też aktorem Teatru Studyjnego ’83 im. Juliana Tuwima w Łodzi. W 1985 zagrał Błazna Pierwszego w spektaklu Maria i Woyzeck (reż. Adam Hanuszkiewicz), który został wyróżniony Grand Prix Festiwalu Szkół Teatralnych w Alès.
Jako aktor filmowy zadebiutował rolą w przygodowym filmie Waldemara Podgórskiego Czarne Stopy (1986). Za monodram Człowiek z przedmieścia otrzymał w 1987 nagrodę jury i dziennikarzy na XXI Ogólnopolskim Festiwalu Teatrów Jednego Aktora w Toruniu. W 1988 zagrał pierwszą główną rolę serialową – Czarka Adamskiego – w Pograniczu w ogniu (1992). W maju tego samego roku otrzymał powołanie do wojska – został wcielony do 92. plutonu Wyższej Szkoły Oficerskiej Wojsk Łączności w Zegrzu. W trakcie pełnienia służby wojskowej kontynuował pracę w Teatrze Ochoty.

### Lata 1990–1999
Za rolę Edwarda Wiadernego w filmie Władysława Pasikowskiego Kroll (1991) zyskał uznanie widzów i krytyków, którzy nagrodzili go Złotym Lwem na Festiwalu Polskich Filmów Fabularnych w Gdyni. W 1992 odszedł z Teatru Ochoty w Warszawie i przeszedł do Teatru Powszechnego w Warszawie, w którym grał do 1993. Następnie nawiązał roczną współpracę ze stołecznym teatrem „Scena Prezentacje” i zadebiutował jako aktor Teatru Telewizji, w których zagrał m.in. role: Andrzeja w W niedzielę po południu (1992), policjanta Pete w Palcu bożym (1993), Alfreda w Luni (1994) i Piskorza w Dwóch panach z Werony (1995). Na początku lat 90. zaczął pracę w dubbingu. Zagrał podporucznika Waldemara Morawca w Psach (1992) Władysława Pasikowskiego i Bolka Rylskiego w filmie Człowiek z... (1993), a także niewielkie role w Enaku (1992) Sławomira Idziaka i Wielka wsypa (1992) Jana Łomnickiego. Za rolę w sztuce Kaczo odebrał w 1993 nagrodę dla młodych aktorów na XXXIII Kaliskich Spotkaniach Teatralnych. Poprowadził galę finałową Miss Polonia 1993; w trakcie wydarzenia błędnie odczytał laureatki tytułów komplementarnych, czym wywołał kontrowersje. Zagrał Ossę w filmie sensacyjnym Waldemara Krzystka Polska śmierć (1994) i Andrzeja w dramacie Barbary Sass Tylko strach (1993). W 1994 wystąpił w programie satyrycznym Stefana Friedmanna i Krzysztofa Jaroszyńskiego Magazynio. Za rolę ppor. Waldemara Morawca w filmie Psy 2. Ostatnia krew (1994) otrzymał w 1995 nagrodę dla najlepszego odtwórcę roli męskiej na Festiwalu Filmów Akcji w Valenciennes. W tym samym roku za kreację Cezarego Kujawskiego w Tato (1995) odebrał Złotego Lwa za najlepszą drugoplanową rolę męską na FPFF w Gdyni. Wcielił się w postać Adasia Miauczyńskiego w komediodramacie Marka Koterskiego Nic śmiesznego (1995). W tym czasie występował w warszawskim teatrze Scena Na Woli i użyczył głosu Trampowi w filmie animowanym Zakochany kundel. Wyjechał do Niemiec, gdzie zagrał Andrzeja w dramacie Aniołek (1996).

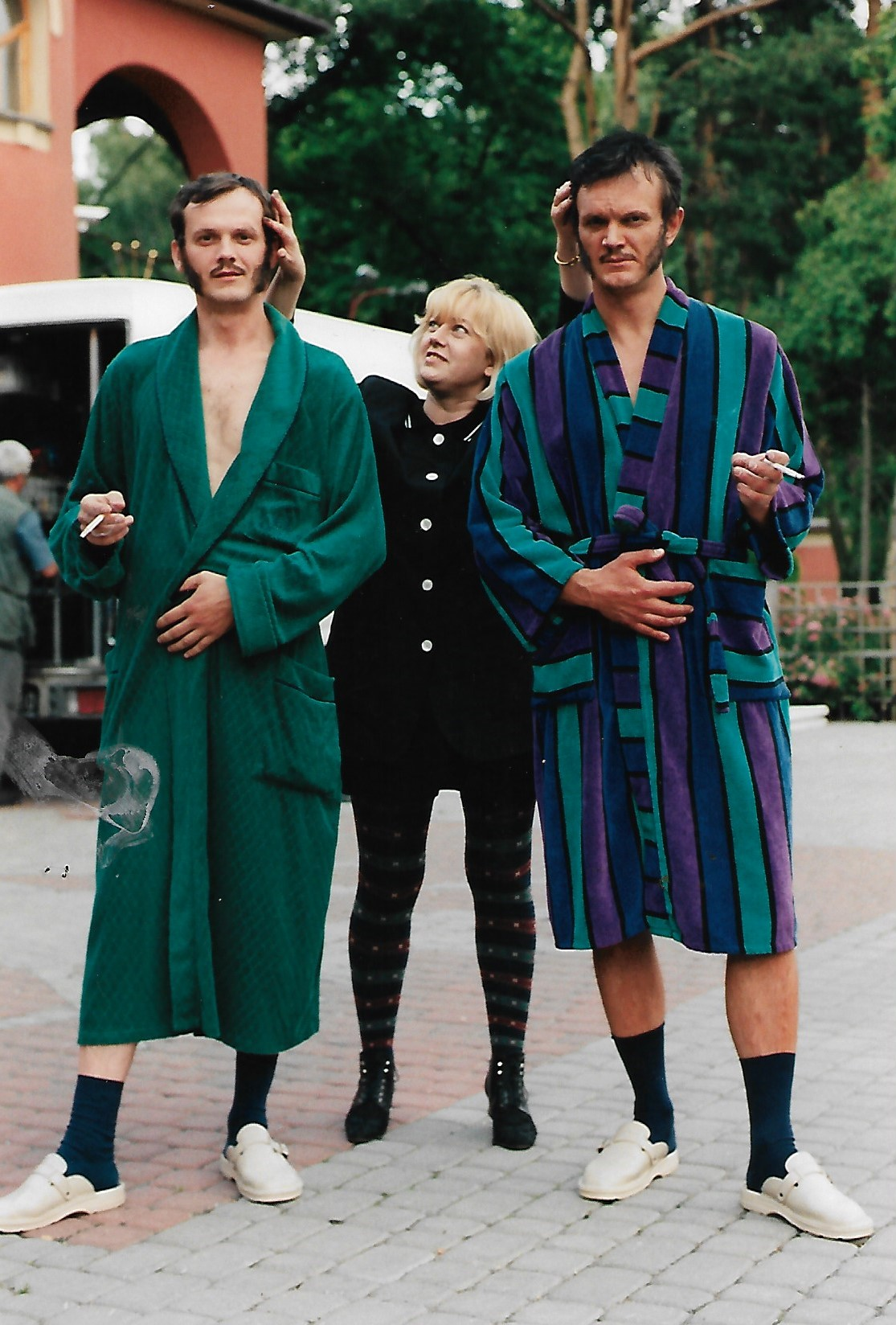
(od lewej) Leszek Blautenberg, Iwona Blicharz i Cezary Pazura na planie filmu Kiler-ów 2-óch (1998)

Po powrocie do Polski premierę miały kolejne filmy z udziałem Pazury: Wirus, Sara i Szczęśliwego Nowego Jorku. W 1997 umocnił wizerunek aktora komediowego, kreując postać Kazika Czarneckiego w Sztosie, za co był nominowany do Złotych Kaczek dla najlepszego aktora. Popularność wśród telewidzów zdobył dzięki roli Cezarego Cezarego, głównego bohatera seriali komediowych 13 posterunek (1997–1998) i 13 posterunek 2 (1999–2000). W 1998 za kreację Jerzego Killera w Kilerze (1997) odebrał swoją pierwszą Złotą Kaczkę dla najlepszego aktora, poza tym został okrzyknięty idolem roku w plebiscycie czytelników miesięcznika „Machina”. Do roli taksówkarza mylnie wziętego za seryjnego zabójcę powrócił w komedii Kiler-ów 2-óch (1999). W tym samym roku otrzymał Telekamerę „Tele Tygodnia” dla ulubiona aktora, a za rolę Adasia Miauczyńskiego w Ajlawju (1999) został nominowany do Złotej Kaczki w kategorii najlepszy kochanek.
W 1999 zadebiutował jako piosenkarz, wydając album studyjny pt. Płyta stereofoniczna, na który nagrał utwory skomponowane przez Jacka Kochana z tekstami Rafała Bryndala, Szymona Majewskiego i Piotra Bukartyka. Album promował singlami: „Mam chorą wyobraźnię”, „Przystojny jestem” i „Był pochmurny dzień”. Z singlem „Przystojny jestem” dotarł do 27. miejsca na liście przebojów Programu III Polskiego Radia.

### Lata 2000–2009
W 2000 odebrał Kryształowy Granat dla najlepszego aktora komediowego na IV Festiwalu Komedii Polskich w Lubomierzu i został nominowany do Telekamery dla ulubionego aktora. Wystąpił w roli Freda w komedii Chłopaki nie płaczą (2000). W 2001 powrócił do kina niemieckiego rolą Janka w filmie Zutaten für Träume. Po powrocie do Polski zagrał główne lub pierwszoplanowe role w filmach Kariera Nikosia Dyzmy, Ramzesa w E=mc² i Show. Odrzucił propozycję zagrania Stefana w komedii Poranek kojota (2001) i Adasia Miauczyńskiego w komediodramacie Marka Koterskiego Dzień świra (2002). W 2002 po raz pierwszy użyczył głosu leniwcowi Sidowi w polskiej wersji językowej filmu animowanego Epoka lodowcowa, postać zdubbingował postać w czterech kolejnych częściach sagi. W grudniu 2002 zaczął współprowadzić z Krzysztofem Skibą satyryczno-rozrywkowy program Polsatu Pazury Skiby.
W 2003 poprowadził koncert „Top” podczas festiwalu TOPtrendy. Grał Gustawa Milskiego w serialu Czego się boją faceci, czyli seks w mniejszym mieście (2003–2005). Odrzucił propozycję zagrania podkomisarza Artura Banasia w serialu TVP1 Glina (2004). W 2004 po raz pierwszy poprowadził program „Kabareton” podczas festiwalu TOPtrendy 2004 i wystąpił ze własnymi skeczami w programie HBO na stojaka!. W tym samym roku zadebiutował jako prezenter radiowy – został gospodarzem audycji Wieczór ze złotymi przebojami w Radiu Złote Przeboje, a także otrzymał kolejną w karierze Złotą Kaczkę dla najlepszego aktora. W 2005 ponownie poprowadził sopocki „Kabareton”, wystąpił w ogólnopolskiej kampanii reklamowej klejów do glazury firmy Atlas. Za potrójną rolę w Nienasyceniu (2003) otrzymał otrzymał nagrodę specjalną za „mistrzowskie kreacje aktorskie” na Międzynarodowym Festiwalu Aktorskim „Stożary” w Kijowie.

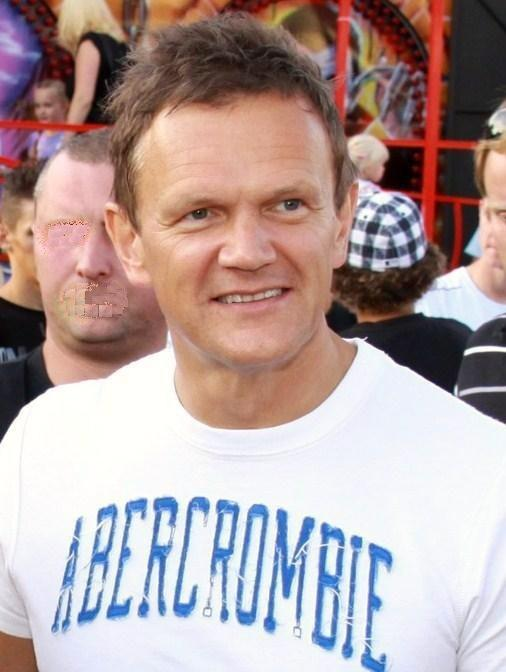
Pazura (2009)

W 2005 w Teatrze STU w Krakowie odbył się benefis Pazury, podczas którego wystąpili m.in. Piotr Rzymyszkiewicz, Jan Machulski, Olaf Lubaszenko, Piotr Siejka, Adrianna Biedrzyńska i Zbigniew Suszyński. W tym samym roku objął funkcję prezesa zarządu Stowarzyszenia Aktorów Filmowych i Telewizyjnych (SAFT), którą piastował do 2013. W 2006 zagrał Tomasza Kozłowskiego w Ja wam pokażę! i podinspektora Marka Sznajdera w serialu sensacyjno-kryminalnym TVP2 Oficerowie oraz Trzeci oficer, a także został obsadzony w roli Wiktora Maliszewskiego, jednego z głównych bohaterów serialu Faceci do wzięcia, w którym występował do 2010 wspólnie z Pawłem Wilczakiem i Wojciechem Paszkowskim. Był nominowany do nagrody Jetix Kids 2006 w kategorii „najlepszy aktor/aktorka”.
W 2007 zadebiutował jako reżyser, realizując jeden z odcinków Facetów do wzięcia, a także odebrał nagrodę Świra dla najbardziej zakręconego aktora i współprowadził galę rozdania Telekamer. W 2007 i 2008 prowadził kolejne „Kabaretony” podczas festiwalu TOPtrendy. W 2008 wystąpił ze swymi skeczami w programie Piotr Bałtroczyk przedstawia. Pod koniec 2008 wypuścił do sprzedaży własną markę wina – P’azurro. W latach 2008–2009 był gospodarzem teleturnieju Polsatu Strzał w 10. Za swoją działalność telewizyjną był nominowany do Wiktora 2008 dla osobowości telewizyjnej i Telekamery 2009 w kategorii „osobowość w rozrywce”. W tym okresie kontynuował karierę aktorską, zagrał m.in. inspektora marka Sznajdera w Trzecim oficerze (2008) i Stefana w Złotym środku (2009).

### Lata 2010–2019

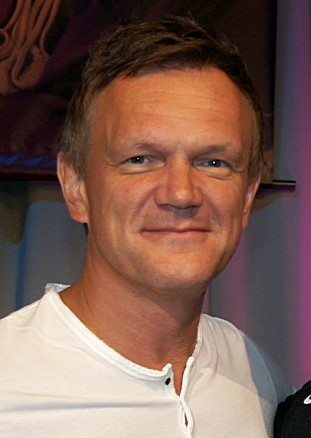
Pazura (2012)

W 2010 pojawił się w roli Krzysztofa Dzikowskiego w Skrzydlatych świniach i Mariusza Marzędy w filmie Belcanto, a także odebrał nagrodę honorową na 8. Festiwalu Filmów Optymistycznych Multimedia Happy End w Rzeszowie, gościł w programie Polsat Café Dzieciaki nie płaczą i był jurorem w programie Polsatu Stand up. Zabij mnie śmiechem. Zadebiutował także jako reżyser filmem pełnometrażowym Weekend, który wyprodukował pod szyldem własnej firmy producenckiej Cezar 10. Za film odebrał antynagrodę Węża 2012 dla najgorszego reżysera. W 2011 powrócił do roli „Synka” Czarneckiego w filmie Sztos 2. 21 października 2011 z okazji 25-lecia pracy artystycznej w katowickim Spodku odbył się benefis Pazury, na którym, oprócz samego jubilata, wystąpili: Kabaret Ani Mru-Mru, Kabaret Młodych Panów, Paweł Małaszyński, Jerzy Kryszak, Marcin Daniec i Kabaret Moralnego Niepokoju oraz zespół Life Club Band.
W 2012 został aktorem Teatru 6. piętro w Warszawie oraz jednym z gospodarzy audycji Babie lato w RMF FM i prowadzącym „Kabareton” podczas TOPtrendy 2012. W 2013 wystąpił z programem kabaretowym podczas festiwalu TOPtrendy 2013.
W 2015 zagrał tytułową rolę w filmie Przypadki Cezarego P. i Andrzeja Domirskiego w serialu obyczajowym TVN Aż po sufit!, a także założył kanał w serwisie internetowym YouTube, na którym początkowo publikował występy kabaretowe, a następnie zaczął prowadzić autorski vlog. W 2016 wrócił do śpiewania, a wykonany przez niego utwór „Ogórek Olo” znalazł się na albumie studyjnym dla dzieci pt. Jarzynki i Przyjaciele. W tym czasie grał Oskara Adamczyka w serialu obyczajowym Polsatu Powiedz tak! oraz był ponownie nominowany do Telekamery w kategorii „aktor”. Następnie zagrał brata Zeno w Dwóch koronach (2017), „Zibiego” w Trzeciej połowie (2018) i „Gawrona” w filmie Pitbull. Ostatni pies (2018). W 2019 wystąpił w roli Kajetana Rybaka w thrillerze Canal+ Żmijowisko i Jarosza w Diablo. Wyścig o wszystko. Wystąpił również w filmie Kurier jako lokator mieszkania kontaktowego.

### Od 2020
W 2020 ponownie wcielił się w Waldemara Morawca, tym razem na potrzeby filmu Psy 3. W imię zasad, a także zagrał „Dzika” w Futrze z misia i ojca Wandy w szwajcarskim komediodramacie Wanda, mein Wunder. W tym samym roku wystąpił w świątecznej komedii romantycznej Listy do M. 4.
W latach 2021–2022 wcielał się w jedną z głównych ról, Andrzeja Żurawskiego w serialu Tajemnica zawodowa udostępnianym na platformie VOD Player i emitowanym na antenie stacji telewizyjnej TVN. Od tego samego roku gra rolę Marka Nowickiego, ojca Moniki w serialu Netfliksa pt. Sexify. Ponadto wystąpił w komedii romantycznej pt. Druga połowa, a pod koniec roku dołączył do obsady serialu Chyłka, w którym odgrywał rolę Feliksa. W 2023 został prowadzącym program Prime Video LOL: Kto się śmieje ostatni oraz wcielił się w rolę bezwzględnego Rosjanina odpowiedzialnego za zabicie Stanisława Brzóski w filmie historycznym Tadeusza Syki Powstaniec 1863 (2024).

## Wpływ na popkulturę

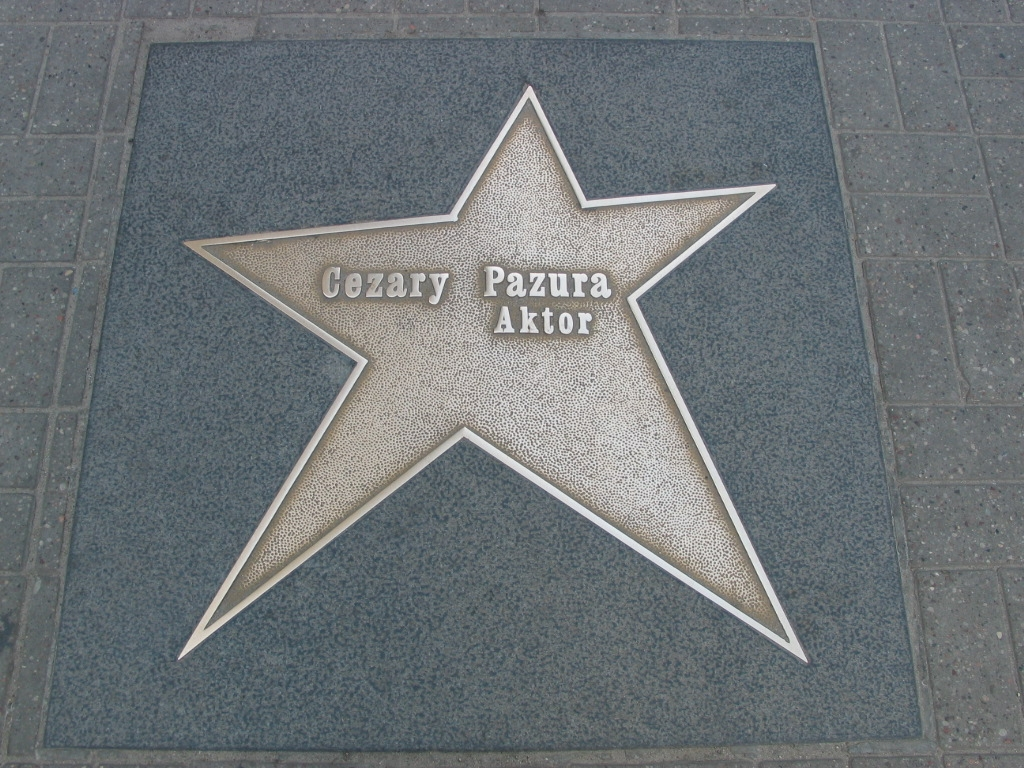
Gwiazda w łódzkiej Alei Gwiazd

Uznawany za jednego z najpopularniejszych aktorów polskiego kina lat 90. i gwiazdę filmową.
Uplasował się na 7. miejscu w kategorii „najpopularniejsi aktorzy polscy” w opublikowanym przez Google Zeitgeist rankingu najczęściej wyszukiwanych haseł w polskim Internecie w 2003 oraz na trzecim miejscu w tejże kategorii w zestawieniu za rok 2005.
Był jedną ze „100 najcenniejszych gwiazd polskiego show-biznesu” według danych „Forbes Polska”; jego wizerunek został wyceniony przez reklamodawców na: 280 tys. zł w 2008 (97. miejsce), 304,5 tys. zł w 2010 (86. miejsce), 271,5 tys. zł w 2013 (96. miejsce) i 207 tys. w 2014 (85. miejsce).
Utwory „Pazury Cezara” i „Pazury Cezara 2” z albumu Gra? (2007) zespołu L-Dópa stanowią odniesienie do osoby Cezarego Pazury. Piosenka „Czarek” z albumu Poradnik sukcesu (2020) rapera Bobera jest nawiązaniem do ról Pazury.
Nazwisko Cezarego Pazury, zostało nadane jednej z planetoid krążących w głównym pasie planetoid między orbitami Marsa i Jowisza. Decyzję tę podjęła Międzynarodowa Unia Astronomiczna.

## Działalność społeczna
Angażuje się w akcje społeczne. W 2006 wystąpił w koncercie z okazji 10-lecia działalności Fundacji Polsat, współpracował ze Stowarzyszeniem SOS Wioski Dziecięce (2009), a w 2010 był ambasadorem Europejskich Letnich Igrzysk Olimpiad Specjalnych 2010. W 2013 poparł inicjatywę budowy nowego stadionu Widzewa Łódź. W 2020 podczas światowej pandemii COVID-19 został ambasadorem rządowej kampanii społecznej #SzczepimySię.

## Życie prywatne
Trzykrotnie żonaty. 1 kwietnia 1989 poślubił Żanetę, z którą ma córkę, Anastazję (ur. 29 października 1989). W 1994 rozwiódł się z żoną. Od 1995 do końca 2007 był mężem Weroniki Marczuk. 1 maja 2009 poślubił młodszą o 26 lat Edytę Zając. Mają troje dzieci, Amelię (ur. 2009), Antoniego Józefa (ur. 2012) i Ritę (ur. 2018). Jest katolikiem.
W 2000 poparł Aleksandra Kwaśniewskiego przed wyborami prezydenckimi. Dekadę później w wywiadzie dla magazynu „Playboy” uznał, że żałuje wyrażenia publicznego poparcia dla kandydata, bo „artyście nie wolno robić takich rzeczy”.
Jest członkiem koła łowieckiego „Dzik” w Człuchowie, a wcześniej koła łowieckiego w Morągu. Egzamin z umiejętności strzeleckich zdał w Miastku przy kole łowieckim „Słonka”. Do myślistwa był zachęcany m.in. przez Bogusława Lindę, który także jest myśliwym. Ponadto interesuje się piłką nożną. W młodości kibicował Widzewowi Łódź.
W 2008 pozwał serwis Pudelek.pl za naruszenie dóbr osobistych. Po przegraniu sprawy w 2010 zapowiedział apelację od wyroku. W 2012 sąd apelacyjny wydał wyrok na korzyść aktora.
Na jego cześć nazwano planetoidę (669588) Pazura odkrytą przez Michała Kusiaka i Michała Żołnowskiego.

## Teatr
Teatr Telewizji
- 1992: W niedzielę po południu – Andrzej
- 1993: Lunia – Alfred
- 1993: Palec Boży – policjant Pete
- 1993: Złamana noga Babci – pan Piotr
- 1994: Dwaj panowie z Werony – Piskorz
- 1994: Matka chrzestna – Kossowski
- 1994: Wszystko zależy od dziadka – Biniu
- 1995: Gry małżeńskie – Piotr
- 1995: Klimaty – Filip
- 1996: Tajny detektyw – Julian Cristoforou
- 1998: Farrago – Farrago
- 2000: Klub kawalerów – Piorunowicz
- 2000: Przetarg – Tadzio
- 2015: Rybka Canero – Bolesław Lachowicz
- 2019: Czapa, czyli śmierć na raty – Kuźma

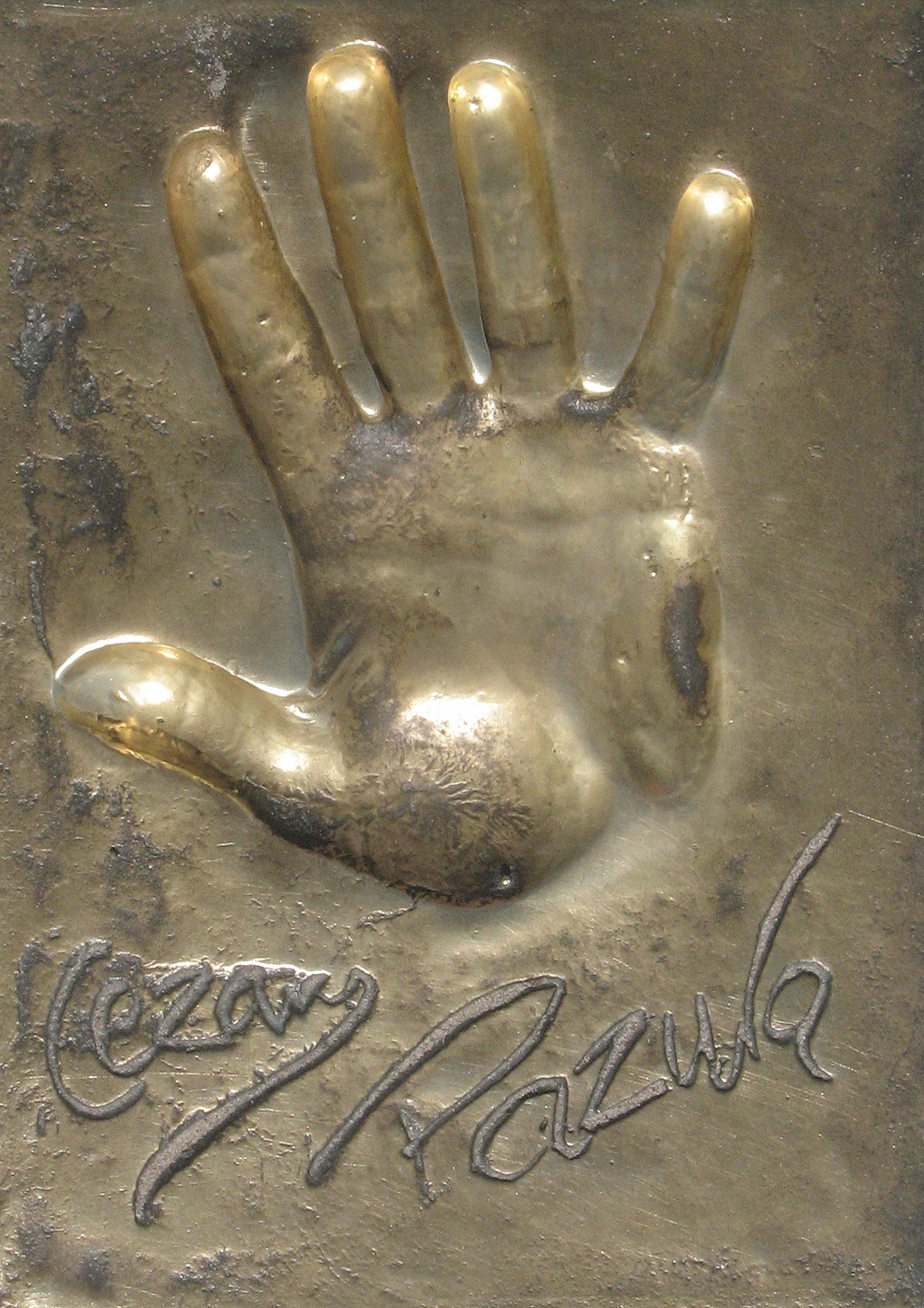
Odcisk dłoni i podpis w Alei Gwiazd w Międzyzdrojach

- 2020: Trójkąt bermudzki
- 2021: Druga połowaOdcisk dłoni i podpis w Alei Gwiazd w Międzyzdrojach

## Dyskografia
Albumy
| Tytuł                | Dane dot. albumu                |
| -------------------- | ------------------------------- |
| Płyta stereofoniczna | - Data: 1999 - Wydawca: Zic Zac |

Single
| „Mam chorą wyobraźnię”       | 1999 | –  | Płyta stereofoniczna |
| „Przystojny jestem”          | 1999 | 27 | Płyta stereofoniczna |
| „Był pochmurny dzień”        | 1999 | –  | Płyta stereofoniczna |
| „–” singel nie był notowany. |      |    |                      |

## Nagrody
- Nagroda na FPFF w Gdyni
  - Najlepsza drugoplanowa rola męska: 1991: Kroll, 1995: Tato
  - Nagroda Prezesa Komitetu ds. Radia i Telewizji: 1991: Kroll